# U 516
U 516 war ein deutsches U-Boot vom Typ IX C, das von der deutschen Kriegsmarine im U-Boot-Krieg während des Zweiten Weltkrieges im Indischen Ozean, im West- und Mittelatlantik sowie in der Karibik eingesetzt wurde.

## Bau und Technische Daten
Die Deutsche Werft AG in Hamburg-Finkenwerder war zu Kriegsbeginn eine der modernsten deutschen Werften und wurde ausschließlich mit dem Bau der Boote vom Typ IX C beauftragt. Ein U-Boot dieser Klasse war 78,9 m lang und verdrängte 1120 m³ Wasser. Zwei 2200 PS-starke Diesel gewährleisteten eine Überwassergeschwindigkeit von maximal 18,3 kn, das entspricht 33,9 km/h. Bei Unterwasserfahrt ermöglichten die zwei Elektromotoren eine Geschwindigkeit von 7,3 kn, das sind 13,5 km/h. Der Typ IX C hatte vier Bug- sowie zwei Heck-Torpedorohre und führte 22 Torpedos mit sich. Die Deutsche Werft AG baute, auch unter dem Einsatz von Zwangsarbeitern, 24 Boote dieses Typs. U 516 gehörte zum dritten Bauauftrag, der an diese Werft erging. U 516 führte am Turm das Flottillenzeichen der 10. U-Flottille: ein U-Boot auf einem schwarzen Balkenkreuz.

## Geschichte
U 516 wurde am 10. Februar 1942 der 4. U-Flottille unterstellt und in Stettin stationiert. In dieser Zeit unternahm Kommandant Wiebe mit dem Boot Ausbildungsfahrten in der Ostsee zum Einfahren des Bootes und zur Ausbildung der Besatzung. Von Mitte bis Ende Mai kommandierte Korvettenkapitän Hans Pauckstadt kurzzeitig das Boot in Vertretung. Am 1. September 1942 wurde das Boot der 10. U-Flottille zugeteilt, die im nordfranzösischen Atlantikhafen Lorient stationiert war.

### Unternehmungen
Bereits am 12. August war Kommandant Wiebe von Kiel aus zu seiner ersten Feindfahrt mit U 516 ausgelaufen. Auf dieser Unternehmung versenkte er fünf Schiffe. Am 14. November lief das Boot in Lorient ein. Die nächste Unternehmung führte das Boot gegen Ende des Jahres 1942 in den Indischen Ozean, wo U 516 der U-Bootgruppe Seehund zugeteilt wurde, die nach den Maßgaben der von Karl Dönitz entwickelten Rudeltaktik nach alliierten Schiffen suchte. Auf dieser Fahrt versenkte Kommandant Wiebe vier Schiffe. U 516 kehrte am 4. Mai 1943 nach Lorient zurück. Anfang Juli übernahm Kapitänleutnant Hans-Rutger Tillessen das Kommando auf U 516. Er lief am 8. Juli zu seiner ersten Feindfahrt mit diesem Boot aus, auf der er keine Schiffe versenkte, aber einige andere U-Boote versorgte. Die nächste Unternehmung, zu der U 516 am 30. September 1943 aufbrach, dauerte ungewöhnlich lange, so dass U 516 selbst versorgt werden musste. Mitte Januar wurde das Boot zusammen mit weiteren U-Booten bei der Brennstoffübernahme auf See von zwei amerikanischen Jagdflugzeugen entdeckt und angegriffen. Es gelang Kommandant Tillessen mit U 516 durch Tauchen zu entkommen. Ende Januar übernahm das Boot dann schließlich Proviant und Brennstoff von U 539. Auf dieser Feindfahrt versenkte Kommandant Tillessen sechs Schiffe. Am 26. Februar lief das Boot wieder in Lorient ein. Zu seiner letzten Unternehmung unter dem Kommando von Tillessen lief U 516 am 7. Mai 1944 aus. Kommandant Tillesen patrouillierte auf dieser Fahrt im Westatlantik und in der Karibik. Er versenkte ein Schiff und kehrte im September nach Europa zurück. Am 4. Oktober 1944 erreichte U 516 Flensburg.

### Ende des Bootes

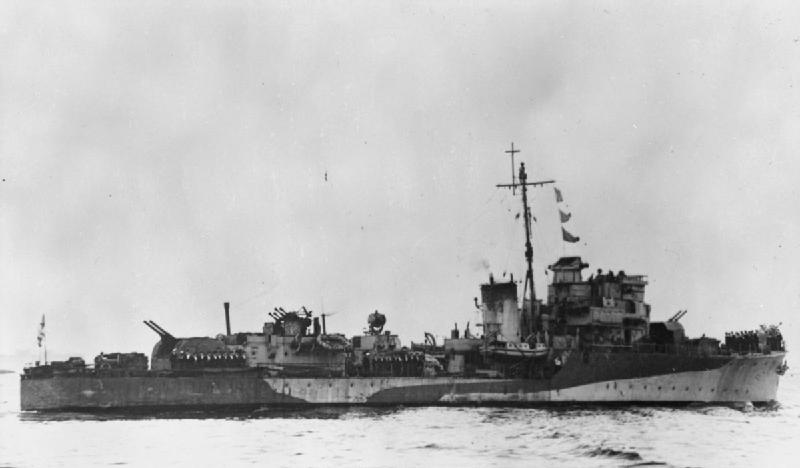
Im Schlepp der HMS Quantock sank U 516

Im Frühjahr 1945 übernahm Oberleutnant zur See Friedrich Petran das Kommando auf U 516. Er verlegte das Boot im März nach Horten und brach von hier aus am 1. April zur letzten Unternehmung des Bootes auf. Kommandant Petran patrouillierte mit dem Boot im Nordatlantik und in der Biskaya. Schließlich kapitulierte er am 10. Mai 1945 auf See. Das Boot lief am 14. Mai in Loch Eriboll ein, einem der Sammelplätze für die übergebenen deutschen U-Boote. Von hier aus fuhr das Boot über Loch Alsh zum nordirischen Hafen von Londonderry. Von hier aus wurde es im Januar 1946 nach Moville verbracht, wo U 516 von der HMS Quantock, einem Zerstörer der Hunt-Klasse in Schlepp genommen wurde. Als die Quantock das Boot am nächsten Tag auf die vorgesehene Versenkungsposition verbringen sollte, sank U 516.